# Marni Abbott-Peter
Marni Abbott-Peter es una jugadora retirada de baloncesto en silla de ruedas canadiense. Como miembro del Equipo de Canadá, ganó tres medallas de oro y una de bronce durante los Juegos Paralímpicos, así como cuatro títulos del Campeonato Mundial. Fue incluida en el Salón de la Fama del Comité Paralímpico Canadiense en 2015.

## Biografía
Nacida en Nelson, Columbia Británica, creció en la región de Kootenays, junto a la esquiadora Nancy Greene Raine, quien la inspiró a comenzar a esquiar. Aunque Raine se mudaría más tarde, tanto Abbott-Peter como su hermano participaron en lecciones de esquí.

## Carrera
Sufrió una lesión en la médula espinal cuando era adolescente practicando esquí alpino. Mientras se recuperaba, conoció al atleta paralímpico Rick Hansen, quien la introdujo en los deportes en silla de ruedas.  
Comenzó a nadar en los Juegos Panamericanos, donde ganó cinco medallas, pero comenzó a jugar baloncesto en silla de ruedas en 1988 y llegó a la selección canadiense en 1992. De 1992 a 2004, ganó tres medallas de oro en los Juegos Paralímpicos y tres títulos consecutivos del Campeonato Mundial de baloncesto en silla de ruedas con el equipo canadiense. En 2003, fue nombrada Atleta del Año por la Asociación de Deportes en Silla de Ruedas de BC. Después de retirarse brevemente en 2004, donde sirvió en la Junta de la BC Games Society y fue entrenadora, ganó una medalla de bronce con el equipo de Canadá en el Campeonato Mundial de 2010. En 2007, fue incluida en el Salón de la Fama del Deporte de BC. Al año siguiente, ingresó en el Salón de la Fama del Baloncesto en Silla de Ruedas de Canadá.
En 2012, fue seleccionada para entrenar en el torneo de baloncesto femenino en silla de ruedas de los Juegos de Londres de 2012. Al año siguiente, fue incluida en el Salón de la Fama del Deporte de Okanagan. En 2014, ayudó a entrenar a las BC Breakers para el Campeonato Canadiense de Baloncesto Femenino en Silla de Ruedas en los Juegos de Invierno de Canadá 2015. En 2015, fue incluida en el Salón de la Fama del Comité Paralímpico Canadiense y más tarde en el Salón de la Fama del Basketball BC. Además se le incluyó en el Salón de la Fama de la Discapacidad de Canadá en 2016.

## Vida personal
Abbott-Peter se comprometió con el también atleta paralímpico Richard Peter en 2005. Se casaron poco después.

## Resultados en los Juegos Paralímpicos
| Resultados | Juegos                                |
| ---------- | ------------------------------------- |
| Bronce     | Juegos Paralímpicos de Verano 2004    |
| Oro        | Juegos Paralímpicos de Verano 2000    |
| Oro        | Juegos Paralímpicos de Verano de 1996 |
| Oro        | Juegos Paralímpicos de Verano de 1992 |